# Camille-Sophie Brès
Pour les articles homonymes, voir Brès.
Camille-Sophie Brès (née en 1980) est une physicienne française, professeure à l'École polytechnique fédérale de Lausanne. Ses recherches portent sur les communications optiques et les processus non linéaires dans les plates-formes à fibre optique.

## Formation
Brès est née en France. Elle s'intéresse très jeune à la physique et aux mathématiques et aime jouer avec des pièces de LEGO. Elle décide de se spécialiser en ingénierie et étudie le génie électrique à l'université McGill. Elle déménage à l'université de Princeton pour des études supérieures, où elle développe l'accès multiple par répartition en code optique pour les réseaux,. En 2006, elle déménage à l'université de Californie à San Diego, où elle travaille comme chercheuse postdoctorale,. 

## Recherche et carrière
En 2011, Brès rejoint l'École polytechnique fédérale de Lausanne en tant que responsable du Laboratoire de Systèmes Photoniques. Elle est sélectionnée parmi les 100 femmes importantes de Suisse en 2019. Ses recherches portent sur les fibres optiques et les guides d'ondes pour les communications, en mettant l'accent sur les matériaux optiques non linéaires. 

## Prix et distinctions
- 2012 Bourse de démarrage du Conseil européen de la recherche[8]
- 2016 Prix des femmes en début de carrière en photonique[9]
- 2017 Prix Consolidateur du Conseil européen de la recherche[10]
- 2019 Bourses de validation de principe du Conseil européen de la recherche[11].

## Publications (sélection)
- (en) Marcelo A. Soto, Mehdi Alem, Mohammad Amin Shoaie, Armand Vedadi, Camille-Sophie Brès, Luc Thévenaz et Thomas Schneider, « Optical sinc-shaped Nyquist pulses of exceptional quality », Nature Communications, NPG, vol. 4,‎ 1er janvier 2013, p. 2898 (ISSN 2041-1723, OCLC 614340895, PMID 24301610, PMCID 3863974, DOI 10.1038/NCOMMS3898).
- (en) Darren Rand, Ivan Glesk, Camille-Sophie Brès, Daniel A Nolan, Xin Chen, Joohyun Koh, Jason W Fleischer, Ken Steiglitz et Paul R Prucnal, « Observation of temporal vector soliton propagation and collision in birefringent fiber », Physical Review Letters, Woodbury, APS, vol. 98, no 5,‎ 1er février 2007, p. 053902 (ISSN 0031-9007, 1079-7114 et 1092-0145, OCLC 1715834, BNF 34469702, PMID 17358859, DOI 10.1103/PHYSREVLETT.98.053902).
- (en) J B Coles, B P-P Kuo, N Alic, S Moro, C-S Bres, J M Chavez Boggio, P A Andrekson, Magnus Karlsson et S Radic, « Bandwidth-efficient phase modulation techniques for stimulated Brillouin scattering suppression in fiber optic parametric amplifiers », Optics Express, Optica, vol. 18, no 17,‎ 1er août 2010, p. 18138-18150 (ISSN 1094-4087, OCLC 37160672, PMID 20721202, DOI 10.1364/OE.18.018138).